# مايك فرنسيس (ملحن)
مايك فرنسيس (بالإيطالية: Mike Francis)‏ هو مغني وملحن إيطالي، ولد في 26 أبريل 1961 في فلورنسا في إيطاليا، وتوفي في 30 يناير 2009 في روما في إيطاليا بسبب سرطان الرئة.

## وصلات خارجية
- الموقع الرسمي
- مايك فرنسيس على موقع IMDb (الإنجليزية)
- مايك فرنسيس على موقع ميوزك برينز (الإنجليزية)
- مايك فرنسيس على موقع أول ميوزيك (الإنجليزية)
- مايك فرنسيس على موقع ديسكوغز (الإنجليزية)